# Veppathur
Veppathur è una suddivisione dell'India, classificata come town panchayat, di 7.414 abitanti, situata nel distretto di Thanjavur, nello stato federato del Tamil Nadu. In base al numero di abitanti la città rientra nella classe V (da 5.000 a 9.999 persone).

## Geografia fisica
La città è situata a 11° 01' 15 N e 79° 25' 37 E.

## Società

### Evoluzione demografica
Al censimento del 2001 la popolazione di Veppathur assommava a 7.414 persone, delle quali 3.697 maschi e 3.717 femmine. I bambini di età inferiore o uguale ai sei anni assommavano a 800, dei quali 422 maschi e 378 femmine. Infine, coloro che erano in grado di saper almeno leggere e scrivere erano 4.867, dei quali 2.756 maschi e 2.111 femmine.